# Joseph Nelson Soye
Joseph, Nelson Soye, né le 3 mars 1824 à Eauze et mort le 4 octobre 1882 à Bossus-lès-Rumigny, est un homme politique français.

## Biographie
Docteur en médecine, il était membre de la Société des Médecins de Laon, Vervins et Château-Thierry. Le docteur Soye avait fait de brillantes études professionnelles aux Facultés de Montpellier et de Paris et était venu exercer la médecine à Aubenton (Aisne) dès 1851. Sous l'Empire, il était le chef de l'opposition républicaine du département.
Il fut représentant du canton d'Aubenton au conseil général de l'Aisne à partir de 1871 et député de ce département du 8 février 1871 au 3 septembre 1882, il s'inscrit au Centre gauche et à la Gauche républicaine. En 1876, il ne resta que dans le second groupe. Lors de la crise du 16 mai 1877, il fait partie des 363 députés s'opposant au gouvernement de Broglie. Lors des élections, il échoua face à Camille Godelle, membre de l'Appel au peuple. Cependant, cette élection fut invalidée et Soye retrouva son siège.
Il meurt accidentellement près du village de Bossus-lès-Rumigny, dans les Ardennes, le 4 octobre 1882.

## Sources
- « Joseph Nelson Soye », dans Adolphe Robert et Gaston Cougny, Dictionnaire des parlementaires français, Edgar Bourloton, 1889-1891 [détail de l’édition]